# Kortney Hause
Kortney Paul Duncan Hause, född 16 juli 1995, är en engelsk fotbollsspelare. 
Hause har representerat England i juniorsammanhang men har även möjlighet att spela för Bermuda då han har rötter därifrån. 

## Karriär
Den 22 augusti 2022 lånades Hause ut av Aston Villa till Watford på ett säsongslån.